# 옥산 분기점
옥산 분기점(Oksan JC)은 충청북도 청주시 흥덕구 옥산면 수락리에 설치된 경부고속도로와 당진청주고속도로가 만나는 분기점이자 서오창 나들목 ~ 오창 분기점 구간의 기점이다. 2018년 1월 14일에 개통되었다.

## 역사
- 2013년 11월 29일 : 분기점 신설을 위해 청원군 도시계획시설 교통광장에 옥산면 수락리 일원을 고시[1]
- 2016년 5월 24일 : 경부고속도로 남이 ~ 천안 구간 선형개량공사로 인해 청주시 도시계획시설 교통광장 면적 변경[2]
- 2018년 1월 14일 : 당진청주고속도로 옥산 ~ 오창 구간 개통과 함께 통행 개시[3]

## 구조물 정보
전형적인 Y자 형태의 입체 교차로이다. 청주휴게소 인근에 설치되었으나, 이 분기점을 통해 청주휴게소로 진출입하는 것은 불가능하다.
- 위치 : 충청북도 청주시 흥덕구 옥산면 수락리

## 접속하는 노선

### 부산방면
- 경부고속도로 (36-2번)

### 서울・아산방면
- 경부고속도로 (36-2번), 당진청주고속도로 (11번) (중첩구간)

### 청주방면
- 당진청주고속도로 (1번)